# Turcja na Mistrzostwach Świata w Lekkoatletyce 2017
Turcja na Mistrzostwach Świata w Lekkoatletyce 2017 – reprezentacja Turcji podczas mistrzostw świata w Londynie liczyła 27 zawodników, którzy zdobyli 2 medale.

## Zdobyte medale
| Medal  | Zawodnik        | Konkurencja                | Rezultat | Data        |
| ------ | --------------- | -------------------------- | -------- | ----------- |
| złoto  | Ramil Guliyev   | bieg na 200 metrów         | 20,09    | 10 sierpnia |
| srebro | Yasmani Copello | bieg na 400 m przez płotki | 48,49    | 9 sierpnia  |

## Skład reprezentacji
Mężczyźni
| Zawodnik                                                          | Konkurencja                   | Preliminaries | Preliminaries | Eliminacje | Eliminacje | Półfinał | Półfinał | Finał    | Finał   |
| Zawodnik                                                          | Konkurencja                   | Rezultat      | Pozycja       | Rezultat   | Pozycja    | Rezultat | Pozycja  | Rezultat | Pozycja |
| ----------------------------------------------------------------- | ----------------------------- | ------------- | ------------- | ---------- | ---------- | -------- | -------- | -------- | ------- |
| Emre Zafer Barnes                                                 | bieg na 100 metrów            | 10,22         | 2. Q          | 10,22      | 21. Q      | 10,27    | 18.      | NQ       | NQ      |
| Jak Ali Harvey                                                    | bieg na 100 metrów            | —             | —             | 10,13      | =10. Q     | 10,16    | 12.      | NQ       | NQ      |
| Ramil Guliyev                                                     | bieg na 200 metrów            | —             | —             | 20,16      | 3. Q       | 20,17    | 4. Q     | 20,09    | złoto   |
| Polat Kemboi Arıkan                                               | bieg na 10 000 metrów         | —             | —             | —          | —          | —        | —        | DNF      | DNF     |
| Kaan Kigen Özbilen                                                | maraton                       | —             | —             | —          | —          | —        | —        | 2:14,29  | 14      |
| Mert Girmalegesse                                                 | maraton                       | —             | —             | —          | —          | —        | —        | 2:17,36  | 29.     |
| Yasmani Copello                                                   | bieg na 400 m przez płotki    | —             | —             | 49,13      | 1. Q       | 48,91    | 6. Q     | 48,49    | srebro  |
| Tarık Langat Akdağ                                                | bieg na 3000 m z przeszkodami | —             | —             | 8:53,42    | 44.        | —        | —        | NQ       | NQ      |
| Yiğitcan Hekimoğlu Jak Ali Harvey Emre Zafer Barnes Ramil Guliyev | sztafeta 4 × 100 m            | —             | —             | 38,44      | 7. q       | —        | —        | 38,73    | 7.      |
| Ahmet Kasap Batuhan Altıntaş Mahsum Korkmaz Yavuz Can             | Sztafeta 4 × 400 m            | —             | —             | 3:15,45    | 16.        | —        | —        | NQ       | NQ      |
| Ersin Tacir                                                       | chód na 20 km                 | —             | —             | —          | —          | —        | —        | 1:24,43  | 45.     |
| Mert Atlı                                                         | chód na 20 km                 | —             | —             | —          | —          | —        | —        | 1:31,26  | 58.     |
| Salih Korkmaz                                                     | chód na 20 km                 | —             | —             | —          | —          | —        | —        | DNF      | DNF     |

| Zawodnik      | Konkurencja | Kwalifikacje | Kwalifikacje | Finał | Finał   |
| Zawodnik      | Konkurencja | Wynik        | Pozycja      | Wynik | Pozycja |
| ------------- | ----------- | ------------ | ------------ | ----- | ------- |
| Eşref Apak    | rzut młotem | 73,55        | 16.          | NQ    | NQ      |
| Özkan Baltacı | rzut młotem | 74,69        | 11. Q        | 74,39 | 12.     |

Kobiety
| Zawodniczka       | Konkurencja                   | Eliminacje | Eliminacje | Półfinał | Półfinał | Finał    | Finał   |
| Zawodniczka       | Konkurencja                   | Rezultat   | Pozycja    | Rezultat | Pozycja  | Rezultat | Pozycja |
| ----------------- | ----------------------------- | ---------- | ---------- | -------- | -------- | -------- | ------- |
| Meryem Akdağ      | bieg na 1500 metrów           | 4:12,51    | 37.        | NQ       | NQ       | NQ       | NQ      |
| Yasemin Can       | bieg na 5000 metrów           | 15:08,20   | 16.        | —        | —        | NQ       | NQ      |
| Yasemin Can       | bieg na 10 000 metrów         | —          | —          | —        | —        | 31:35,48 | 11.     |
| Fadime Suna Çelik | maraton                       | —          | —          | —        | —        | DNF      | DNF     |
| Özlem Kaya        | bieg na 3000 m z przeszkodami | 9,37,06    | 14.        | —        | —        | NQ       | NQ      |
| Tuğba Güvenç      | bieg na 3000 m z przeszkodami | 10,13,03   | 38.        | —        | —        | NQ       | NQ      |

| Zawodniczka   | Konkurencja    | Kwalifikacje | Kwalifikacje | Finał | Finał   |
| Zawodniczka   | Konkurencja    | Wynik        | Pozycja      | Wynik | Pozycja |
| ------------- | -------------- | ------------ | ------------ | ----- | ------- |
| Eda Tuğsuz    | rzut oszczepem | 63,87        | 6. Q         | 64,52 | 5.      |
| Kıvılcım Kaya | rzut młotem    | 67,76        | 15.          | NQ    | NQ      |